# Фьюкуа, Джон Брукс
Джон Брукс «Джей Би» Фью́куа (англ. John Brooks "J.B." Fuqua; 26 июня, 1918 — 5 апреля 2006) — бизнесмен, владелец конгломерата Фьюкуа Идастриз (Fuqua Industries), входившего в список Fortune 500.
Один из наиболее известных филантропов Америки, главным образом благодаря пожертвованиям Дюкскому университету и названной в его честь школе бизнеса, ставшей одной из самых престижных в США.
Входил в список 400 самых богатых людей США согласно журналу Forbes.

## Биография

### Ранние годы
Джон родился под фамилией Элам в городе Проспект, округ Принс-Эдуард, штат Виргиния. Потеряв мать в двухмесячном возрасте, был усыновлён её родителями, вырастившими и воспитавшими его на небольшой табачной ферме. Принял их фамилию — Фьюкуа — по достижении разрешённого законом возраста.
Будучи слушателем радиостанции WRVA («Голос Виргинии») с раннего возраста, Фьюкуа проявил свой интерес к сфере радиовещания уже в возрасте 17 лет, получив коммерческую лицензию оператора. Эти знания пригодились ему по окончании средней школы, когда он начал работать в торговом флоте США в качестве радиста.

### Карьера
Начав работать на радиостанции в городе Чарльстон, штат Южная Каролина, расширял свои горизонты вкладывая в радио- и телестанции в 1940-х и 1950-х годах. Стал пионером телевещания в штате Джорджия, построив первую телевизионную станцию в городе Августа, названную по инициалам его имени — WJBF-TV.
Фьюкуа построил свой конгломерат продавая и покупая предприятия. В его основу легла корпорация Натко, производитель кирпича и черепицы, самая маленькая компания на Нью-Йоркской фондовой бирже в то время. С 1950 по 1990 год Фьюкуа сумел создать и развить значительную бизнес-империю, включавшую, в том числе, сеть представительств по продаже газонокосилок Снаппер и многочисленные медиа-компании.
В 1979 году оборот его концерна, Фьюкуа Идастриз (Fuqua Industries), входившего в список 500 крупнейших компаний в Америке согласно журналу Fortune, составил 2 миллиарда долларов.
В 1993 году компания изменила своё название на Актавия Груп (Actava Group), и двумя годами позже объединилась с тремя другими компаниями в слиянии фондового свопа. Результатом стала глобальная компания коммуникаций, индустрии развлечений и СМИ, известная как Метромедия Интернэшэнэл Груп (Metromedia International Group).
Фьюкуа перевёл свою часть владения в наличные деньги в 1988 году, но оставался активным участником в жизни компании и после этого, выйдя из состава совета директоров в 1990 году.

### Личное состояние
Фьюкуа стал миллионером в 35 лет.
В 1988 году журнал Forbes оценил состояние Фьюкуа в 260 миллионов долларов. Он упустил членство в списке Forbes 400 год спустя, когда планка вхождения в него поднялась до 275 миллионов, на что отреагировал: «Я вышел из их списка и слава Богу!»

## Интерес к политике
Фьюкуа был активен в политике на протяжении большей части своей жизни. Он являлся депутатом Палаты представителей и Сената штата Джорджия, и занимал пост председателя Демократической партии Джорджии с 1962 по 1966 год. Он также являлся близким другом и сторонником президентов Джимми Картера и Линдона Джонсона, как и бывшего мэра города Саванна в штате Джорджия, миллиардера Юлиуса Кертис Льюиса-младшего (Julius Curtis Lewis, Jr).

## Благотворительная деятельность

### Дюкский университет и Школа Бизнеса имени Фьюкуа
Ещё будучи подростком, Фьюкуа занялся самообразованием, заказывая книги из библиотеки Дюкского университета на свою ферму по почте. Фьюкуа считал, что своим успехом в приобретении знаний о методах ведения бизнеса он обязан университетской программе доступа к книгам.
Профильную статью о Фьюкуа в журнале Fortune, в которой тот рассказал о том что никогда не ходил в колледж, а учился заказывая книги по почте, прочёл библиотекарь из Дюкского университета. Он сумел найти старую библиотечную карточку автодидакта и связался с ним. Фьюкуа был весьма доволен тем, что университет сохранил память о его юношеских запросах.
Свою благодарность университету Фьюкуа продемонстрировал, пожертвовав в 1980 году 10 миллионов долларов на создание школы бизнеса, названную в его честь.
Общая сумма его пожертвований Дюкскому университету — по видимому, его самое известное наследие — составила почти 40 миллионов долларов. Фьюкуа является его почётным выпускником.

### Другая благотворительность
Одним из благотворительных проектов Фьюкуа стала также Школа Фьюкуа в городе Фармвилл, штат Виргиния, ранее известная как Академия Принца Эдуарда. Его дар в размере 10 миллионов долларов в 1993 году, как и последующие пожертвования на сумму более чем в 2 миллиона долларов США, были предоставлены с целью превращения школы из небольшого частного учреждения на грани банкротства в модель для сельского дошкольного образования.
Фьюкуа и его семья пожертвовали более 10 миллионов долларов кардиологическому центру в больнице Пьедмонт (Piedmont Hospital), переименованному в Сердечный Центр имени Фьюкуа в Атланте (Fuqua Heart Center of Atlanta). Последний взнос, в 2008 году, стал самым большим за 102-х летнюю историю больницы.
В марте 1989 года в Ботаническом Саду Атланты была открыта обсерватория имени Дороти Чапмен, созданная благодаря подарку Фьюкуа в честь своей жены. Приоритет в экспозиции отдаётся редким и находящимся под угрозой цветам.
Фонд Фьюкуа является основателем Центра изучения депрессии позднего возраста при университете Эмори.
В своих мемуарах Фьюкуа рассказал, что он отдал 100 миллионов долларов на благотворительность за свою жизнь.

## Семья
Фьюкуа оставил после себя вдову, Дороти Чепмен Фьюкуа, являющуюся заметным филантропом по собственному праву, и сына Джей Рекс Фьюкуа, живущего в городе Атланта, штат Джорджия. Второй его сын, Алан, погиб в авиакатастрофе в 1970 году в возрасте 18 лет. Его именем назван Центр Алана Фьюкуа в городе Августа, который Фьюкуа передал Пресвитерианской церкви Рид Мемориал (Reid Memorial Presbyterian Church).
Прадед Джей Би Фьюкуа, Джон Фьюкуа, считается основателем города Фуквей-Варина, Северная Каролина.
Джей Би Фьюкуа похоронен на кладбище Уэстовер Мемориал Парк, в городе Августа, штат Джорджия.

## Награды и признание
В 1984 году удостоен награды имени Хорейшо Алджера. Назван одним из «Ста самых щедрых американцев» по версии журнала Уорт (Worth) в 1999 году. В 2002 году Фьюкуа был принят в Зал славы Бизнеса США организацией «Достижения Юности» (Junior Achievement), ставящей своей целью воспитание молодёжи в духе предпринимательства и распространение финансовой грамотности. В том же году удостоен премии «Уважаемого гражданина Джорджии».